# Caproni Ca.4
Caproni Ca.4 là một loại máy bay ném bom hạng nặng của Ý trong Chiến tranh thế giới I.

## Biến thể

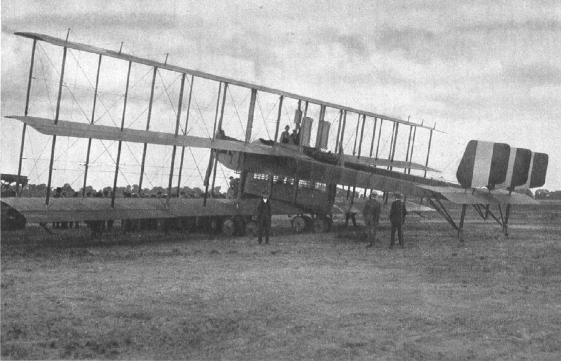
Máy bay chở khách Ca.48

Ca.52 (Caproni Ca.42) thuộc Cục Không quân Hải quân Hoàng gia

- Caproni Ca.40
- Caproni Ca.41
- Caproni Ca.42
- Caproni Ca.43
- Caproni Ca.48
- Caproni Ca.51
- Caproni Ca.52
- Caproni Ca.58
- Caproni Ca.59

## Quốc gia sử dụng
- Italy: Corpo Aeronautico Militare
- UK
- USA

## Tính năng kỹ chiến thuật (Ca.42)
Đặc tính tổng quan
- Kíp lái: 4
- Chiều dài: 13,1 m (43 ft 0 in)
- Sải cánh: 29,9 m (98 ft 1 in)
- Chiều cao: 6,3 m (20 ft 8 in)
- Diện tích cánh: 200 m2 (2.200 foot vuông)
- Trọng lượng rỗng: 6.709 kg (14.791 lb)
- Trọng lượng cất cánh tối đa: 7.500 kg (16.535 lb)
- Động cơ: 3 × Liberty L-12 kiểu động cơ piston V-12, làm mát bằng nước, 298 kW (400 hp) mỗi chiếc

Hiệu suất bay
- Vận tốc cực đại: 140 km/h (87 mph; 76 kn)
- Tầm bay: 700 km (435 mi; 378 nmi)
- Trần bay: 3.000 m (9.843 ft)
- Vận tốc lên cao: 2,083 m/s (410,0 ft/min)

Vũ khí trang bị

- Súng: 4 × Súng máy FIAT-Revelli 6,5 mm
- Bom: 1.450 kg (3.200 lb) bom

### Video
- Film footage of Caproni Ca.42